# 미미 리더
미미 리더(영어: Mimi Leder, 1952년 1월 26일 ~ )는 미국의 영화 감독, 영화 제작자이다. 영화 《딥 임팩트》, 《세상을 바꾼 변호인》 등을 연출했다.

## 작품 목록

### 영화
- 천국의 한 자락 (1991)
- 디 이노센트 (1994)
- 피스메이커 (1997)
- 딥 임팩트 (1998)
- 아름다운 세상을 위하여 (2000)
- 코드 (2009)
- 세상을 바꾼 변호인 (2018)

### 텔레비전
- L.A. 로 (1987)
- 웨스트 윙 (2006)
- ER (1994-2009)
- 휴먼 타겟 (2010)
- 셰임리스 (2011-12)
- 스매쉬 (2012)
- 레프트오버 (2014-17)